# Jan Józef Lipski
Pour les articles homonymes, voir Lipski.
Jan Józef Lipski (né le 25 mai 1926 à Varsovie et mort le 10 septembre 1991 à Cracovie) est un Polonais, critique et historien de la littérature, auteur, homme politique socialiste, franc-maçon, pendant longtemps Vénérable maître de la loge clandestine Copernic, sénateur, frère de Maria Dmochowska et de Zofia Celińska et oncle d'Andrzej Celiński, tous deux également parlementaires après 1989.

## Biographie
Il est soldat du régiment Baszta de l'Armia Krajowa sous le pseudonyme "Grabie" et participe à l'Insurrection de Varsovie. Il travaille au IBL PAN (Instytut Badań Literackich, Institut d'études littéraires créé en 1948), et édite les travaux de Gabriela Zapolska, Benedykt Chmielowski et Jan Kasprowicz.
Il participe aux cours clandestins (Tajne komplety) au Lycée Staszic de Varsovie et obtient sa maturité en 1946 au Lycée Juliusz Słowacki dans la même ville. Par la suite, il fait ses études à l'Université de Varsovie dans le domaine de la philologie polonaise. Dans les années 1956-1957, il est membre de la rédaction de Po prostu. De 1957 à 1959, il est président du Club de la roue tordue (Klub Krzywego Koła), club de discussion libre. En 1964, il organise la pétition List 34, lettre de protestation contre la censure. Il collabore avec le mouvement d'opposition démocratique Polskie Porozumienie Niepodległościowe (Mouvement indépendantiste polonais). En 1976, il est parmi les fondateurs du Komitet Obrony Robotników. Il s'occupe de l'aide pour les ouvriers réprimés de Radom et Ursus.
En 1980, il rejoint Solidarność, participe au 1er congrès national des délégués du syndicat. Après l'imposition de la loi martiale, il est arrêté pour sa participation à l'organisation de l'opposition, et est interné de décembre 1981 à décembre 1982.
Après sa libération, il participe à l'organisation clandestine du syndicat. En 1987, il prend part à la recréation du Parti socialiste polonais, prenant la fonction de président du conseil, se rattachant au PPS d'avant-guerre. En 1989, il devient sénateur de « Solidarność ». Il siège au groupe parlementaire civique "Solidarność" du Parlement, et meurt vers la fin de son mandat.
Il a reçu la médaille militaire, Krzyż Walecznych, puis à titre posthume, il reçoit la grand-croix de l'ordre Polonia Restituta de la part du président Lech Wałęsa et le 23 septembre 2006, il reçoit la plus haute récompense officielle, l’ordre de l'Aigle blanc de la part du président Lech Kaczyński.
Depuis 1995 est organisé le concours des mémoires de fin d'études Jan Józef Lipski, dont l'association Otwarta Rzeczpospolita (République ouverte) assure l'organisation.
En 2000, Jacek Kuroń ouvre l'université universelle Jan Józef Lipski (Uniwersytet powszechny im. Jana Józefa Lipskiego w Teremiskach) à Teremiski.